# Sibirische Tataren

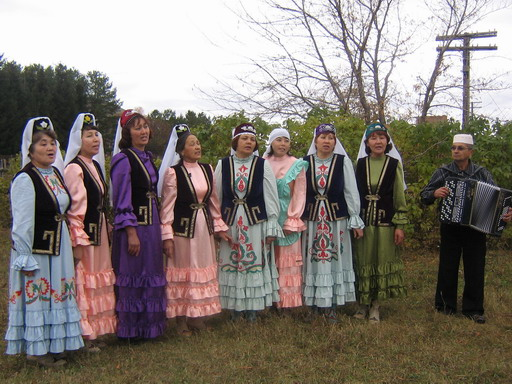
Sibirische Tataren

Sibirische Tataren werden in Russland die in Westsibirien lebenden Tartaren genannt, die zu den Turkvölkern gezählt werden.
In Sibirien leben ungefähr 500.000 Tataren, wobei wohl 200.000 zu den Sibirischen Tataren zählen dürften, der Rest sind beispielsweise Wolga-Ural-Tataren, die nach Westsibirien zurückgezogen sind.
Die Sibirischen Tataren leben in Bevölkerungsinseln verstreut im gesamten Westsibirien und unterteilen sich in weitere Untergruppen:
- Tobol-Tataren: Die größte Untergruppe, überwiegend in den Oblasten Tjumen, Kurgan und Omsk.
- Tumen-Tataren: überwiegend in den Oblasten Tomsk, Kemerowo und Nowosibirsk.
- Baraba-Tataren: überwiegend in der Barabasteppe zwischen Ob und Irtysch.

Sie sind Nachfahren der Kernbevölkerung des Khanats Sibir.
Als Religion ist der Islam verbreitet, manche hängen Naturreligionen an.
Wie oft bei Bezeichnungen für alte Ethnien gibt und gab es unterschiedliche Bezeichnungen. Zudem gibt es weitere sibirirische Turkvölker, die einst als Tataren bezeichnet wurden (sich teilweise auch selbst so bezeichneten), heute aber als eigenständige Ethnien gelten, beispielsweise Chakassen (Minussinsker und Abakan-Tataren), Tschulymer (Melezker und Tutal-Tataren), Schoren (Kusnezker Tataren), Altaier (Rote und Schwarze Tataren), Teleuten (Tomsker Tataren) etc.